# 孙树本
孙树本（1911年—2002年），男，浙江绍兴人，中国应用数学家，曾任北京工业学院教授、博士生导师，中国数学会理事。